# 北海男節
「北海男節」（ほっかいおとこぶし）は、2012年4月4日に発売された中西りえのデビュー・シングル。

## 批評
CDジャーナルは、「北海道南西部に位置する汐首岬を舞台に、漁師たちの生きざまを描く。本格派の演歌サウンドに決して負けることのない力強い声や、北の漁師や港の風景を見事に想起させる表現力など、抜群の歌唱力を存分に発揮している。」と批評した。

## 収録曲
- 両楽曲共に、作曲：桜田誠一、編曲:伊戸のりお

1. 北海男節（4分18秒）
作詞：海老原秀元
2. 匠（4分12秒）
作詞：みずの稔
3. 北海男節（オリジナル・カラオケ）
4. 匠（オリジナル・カラオケ）
5. 北海男節（男性用カラオケ・1音半上げ）
6. 匠（男性用カラオケ・1音半上げ）